# Kompassi

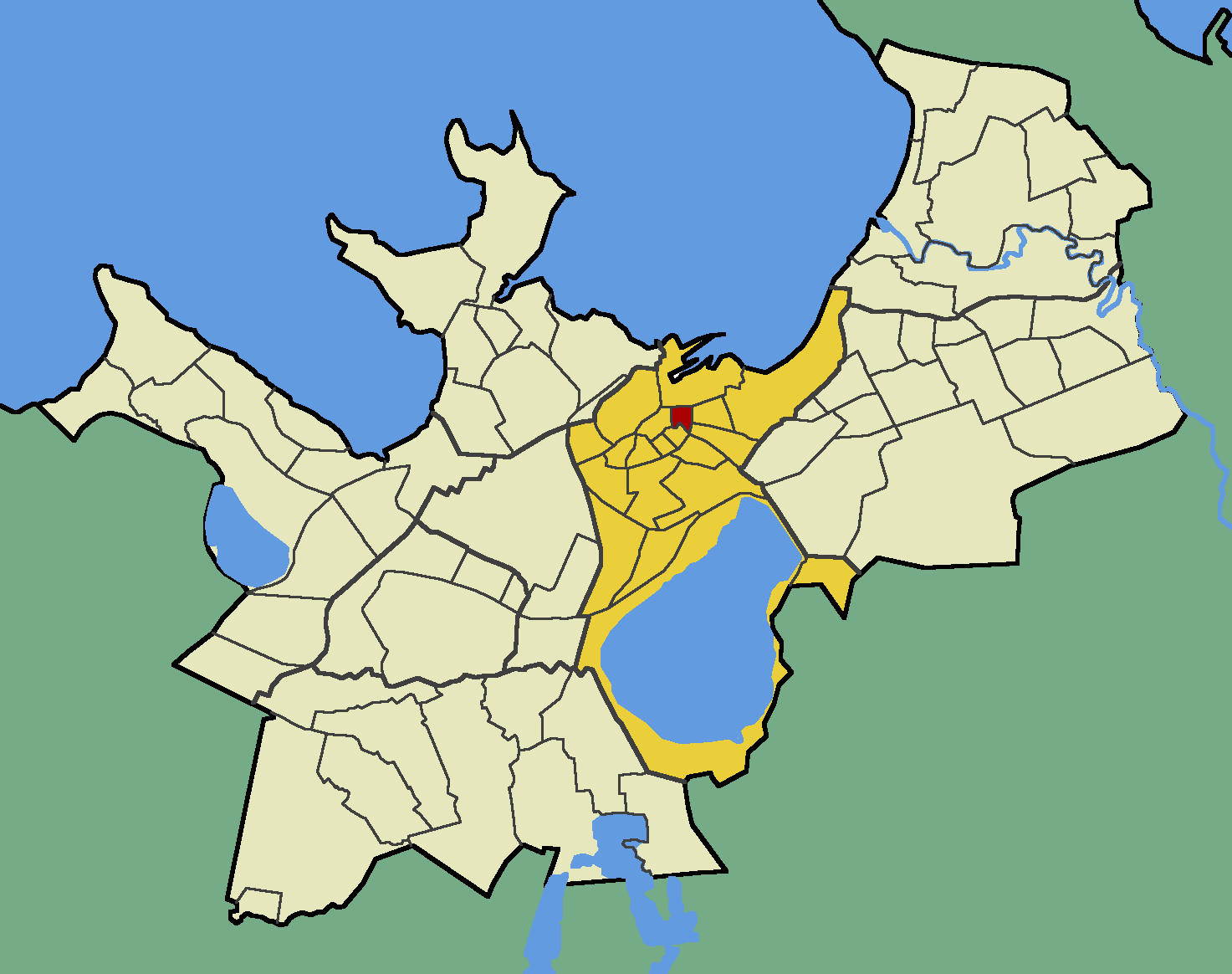
Der Bezirk Kompassi (rot) im Tallinner Stadtteil Kesklinn (gelb)

Kompassi (zu Deutsch „Kompass“) ist ein Bezirk (estnisch asum) der estnischen Hauptstadt Tallinn. Er liegt im Stadtteil Kesklinn („Innenstadt“).

## Beschreibung und Geschichte
Kompassi hat 2.018 Einwohner (Stand 1. Mai 2010).
In Kompassi befinden sich zahlreiche moderne Neubauten, die nach Wiedererlangung der estnischen Unabhängigkeit entstanden sind. Darunter sind das moderne Einkaufszentrum Viru keskus und das Hotell Tallinnk.
In Kompassi war bis 2009 die 1914 gegründete Estnische Kunstakademie (Eesti Kunstiakadeemia) untergebracht. Seit 2009 hat sie ihren Sitz im ehemaligen Haus der Estländischen Ritterschaft auf dem Domberg.

## Bilder

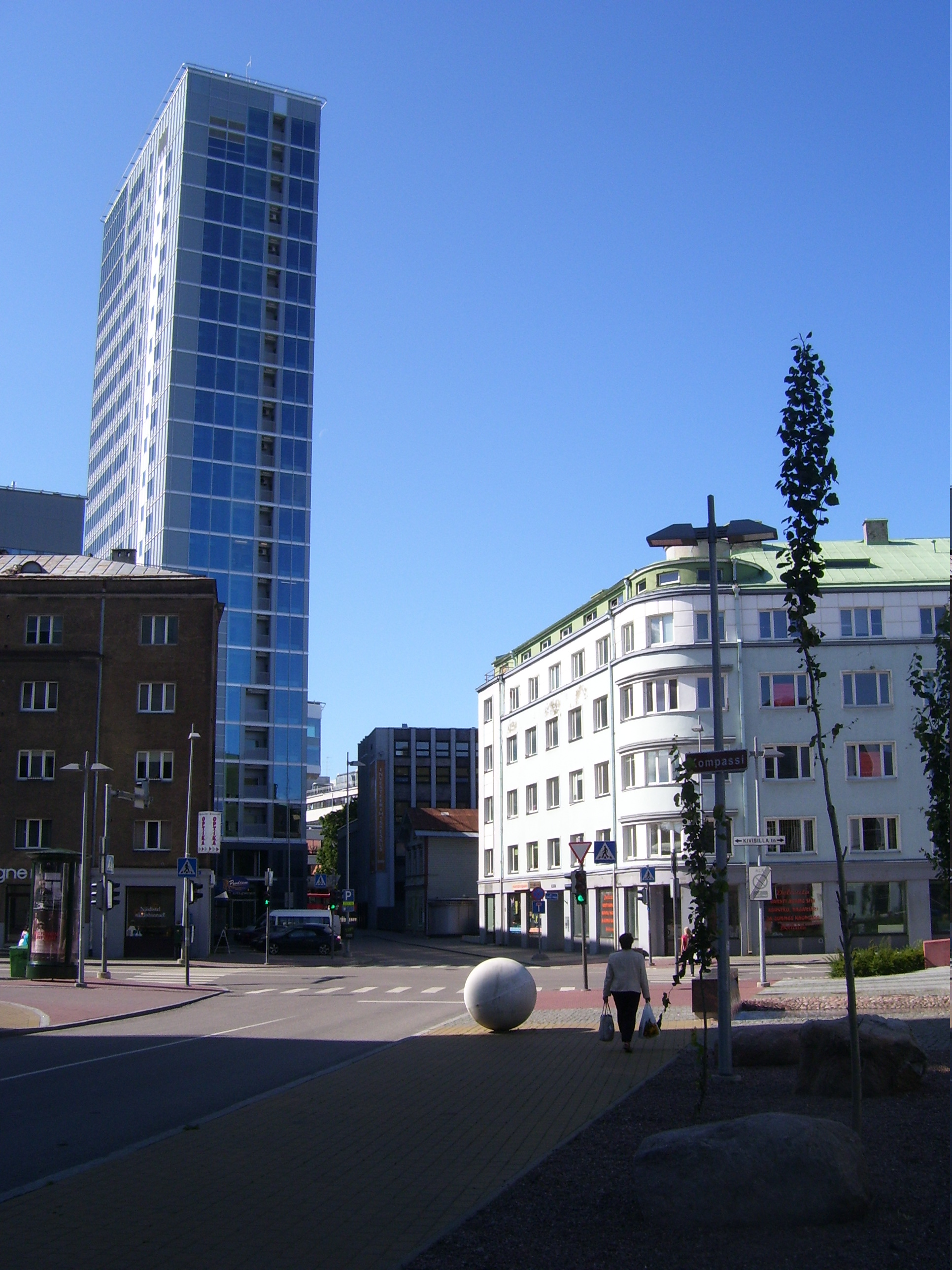
Wohn- und Geschäftshäuser
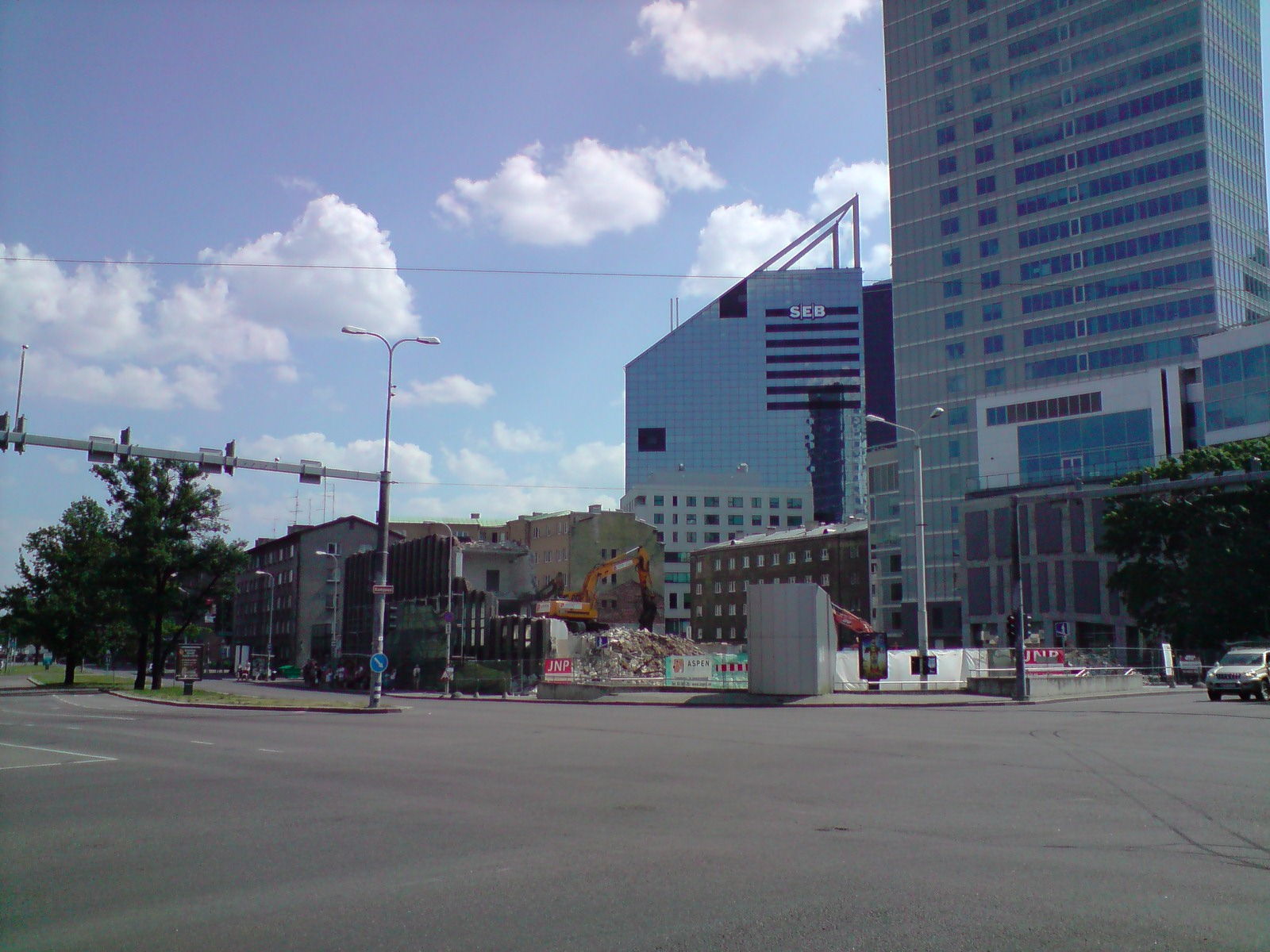
Hauptgebäude der Skandinaviska Enskilda Banken in Estland
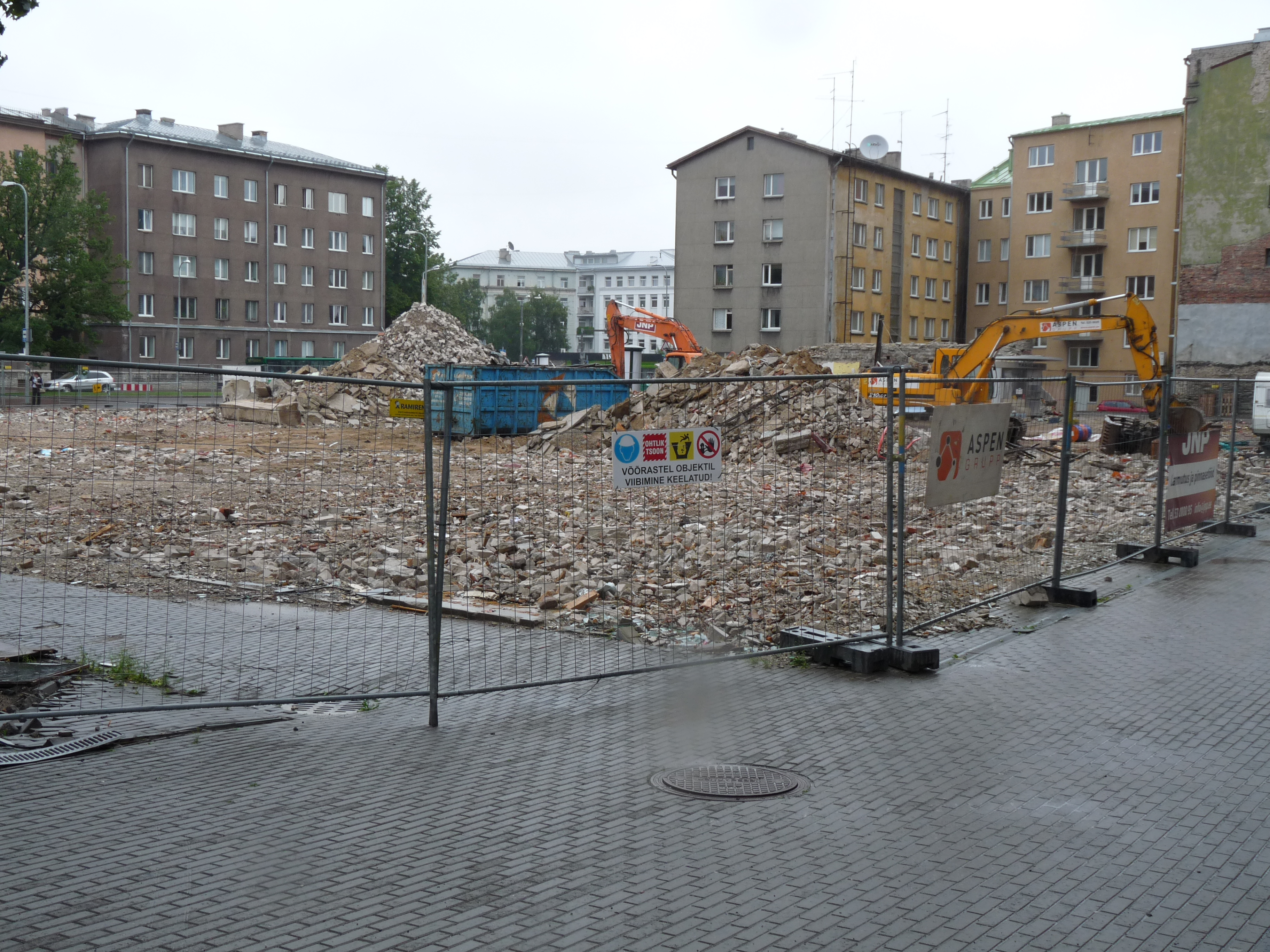
Gebäude der Estnischen Kunstakademie, 2010 abgerissen
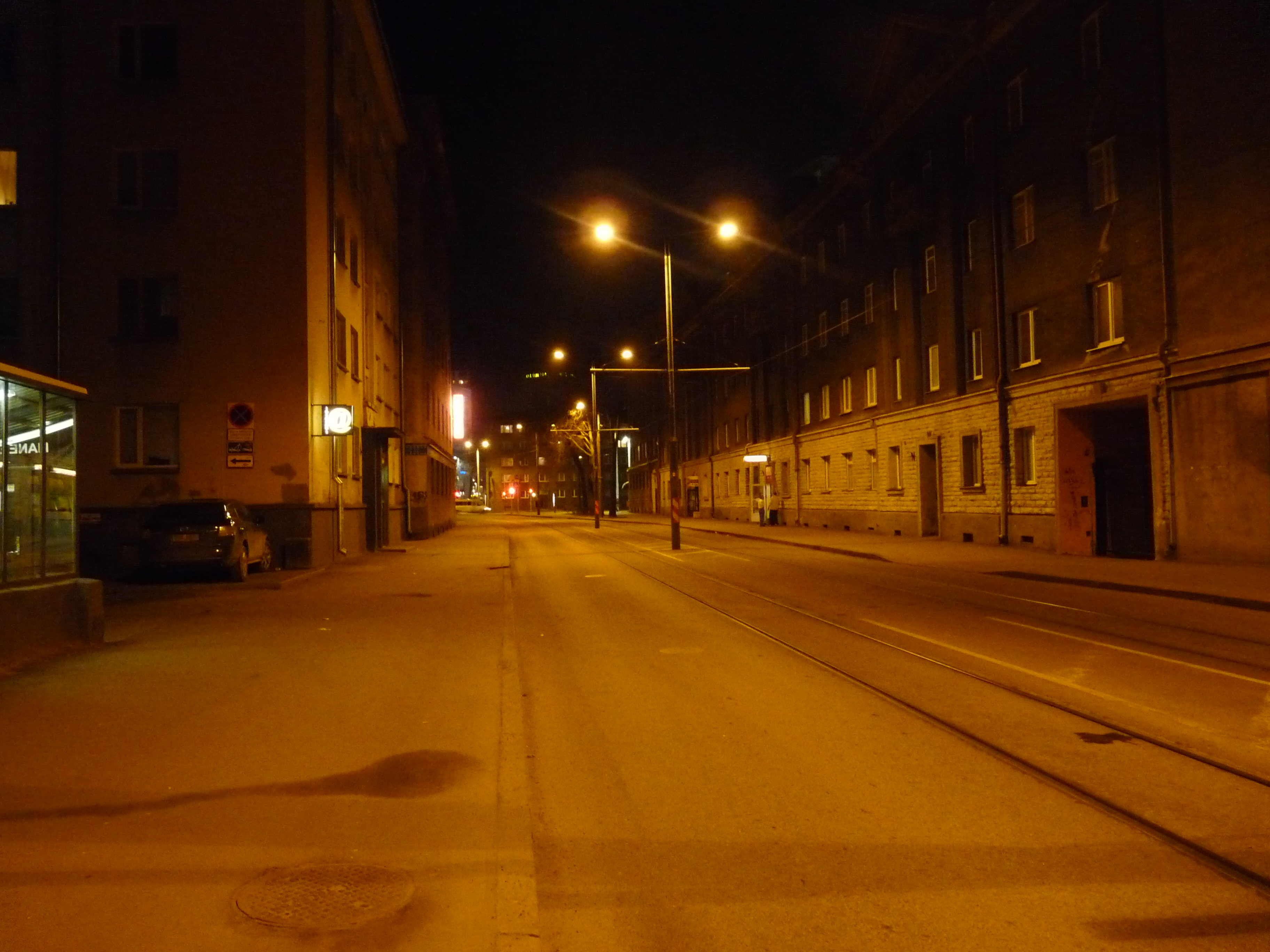